# 2-(S)-idrossipropil-CoM deidrogenasi
La 2-(S)-idrossipropil-CoM deidrogenasi è un enzima appartenente alla classe delle ossidoreduttasi, che catalizza la seguente reazione:
2-(S)-idrossipropil-CoM + NAD+ ⇄ 2-ossopropil-CoM + NADH + H+
L'enzima è altamento specifico per i tioeteri (S)-2-idrossialchilici del coenzima M (o 2-mercaptoetanosulfonato), a differenza della 2-(R)-idrossipropil-CoM deidrogenasi, specifica per l'enantiomero (R). Questo enzima è il quarto componente di un complesso tetraenzimatico, contenente anche la 2-idrossipropil-CoM liasi (componente I), la 2-ossopropil-CoM reduttasi (carbossilante) (componente II) e la stessa 2-(R)-idrossipropil-CoM deidrogenasi, coinvolto nella carbossilazione degli epossialcani nella linea Py2 di Xanthobacter sp.